# 奥尔日河畔勒维尔
奥爾日河畔勒维尔（法語：Leuville-sur-Orge，法語發音：[løvil syʁ ɔʁʒ] ⓘ）是法国法兰西岛大区埃松省的一个市镇，属于帕莱索区。

## 地理
奥尔日河畔勒维尔（48°37'1"N, 2°15'52"E）面积2.49 平方千米，位于法国法蘭西島大區埃松省，该省份为法国北部内陆省份，北起上塞纳省和马恩河谷省，西接厄尔-卢瓦省和伊夫林省，南至卢瓦雷省，东临塞纳-马恩省。
与奥尔日河畔勒维尔接壤的市镇（或旧市镇、城区）包括：利纳斯、奥尔日河畔隆蓬、奥尔日河畔布雷蒂尼、圣日耳曼-莱萨尔帕容。

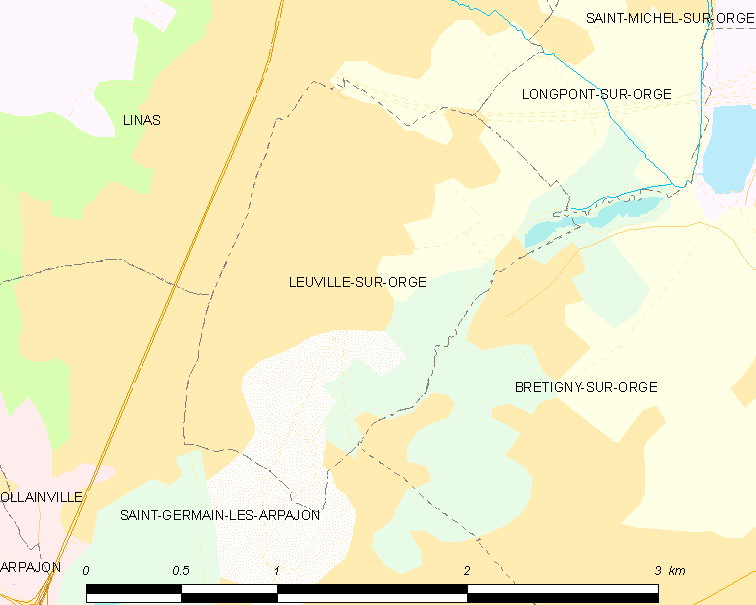
奥尔日河畔勒维尔的OSM定位图

奥尔日河畔勒维尔的时区为UTC+01:00、UTC+02:00（夏令时）。

## 行政
奥尔日河畔勒维尔的邮政编码为91310，INSEE市镇编码为91333。

## 政治
奥尔日河畔勒维尔所属的省级选区为阿尔帕容县。

## 人口

1962-2008年间奥尔日河畔勒维尔人口变化图示

奥尔日河畔勒维尔于2022年1月1日时的人口数量为4307人。